# Andy Melville
Andrew Roger Melville (* 29. November 1968 in Swansea) ist ein ehemaliger walisischer Fußballspieler. Am Anfang spielte er im Mittelfeld, später allerdings in der Abwehr.
Er startete seine Karriere bei Swansea City, bevor er im Juli 1990 für 275.000 £ zu Oxford United wechselte. Später spielte er außerdem beim AFC Sunderland, Bradford City, FC Fulham, bevor er seine Karriere bei West Ham United und Nottingham Forest beendete. Er hatte außerdem 65 Einsätze für die walisische Fußballnationalmannschaft.
Im Juli 2009 hatte er einen kurzen Einsatz als Assistenztrainer bei Oxford United.